# 绿翅雁属
绿翅雁属（学名：Neochen）是鸭科下的一个属。该属现在只有绿翅雁一个物种，但还有以下化石物种：
- †Neochen barbadiana
- †Neochen debilis
- †Neochen pugil